# Eutelsat W2
Eutelsat W2 ist ein ehemaliger Kommunikationssatellit der European Telecommunications Satellite Organization (Eutelsat) mit Sitz in Paris.

## Geschichte
Eutelsat W2 wurde am 5. Oktober 1998 an Bord einer Ariane-4-Rakete vom Centre Spatial Guyanais, dem Weltraumbahnhof in Französisch-Guayana, ins All befördert.
Eutelsat W2 diente, neben der Übertragung von Radio- und TV-Programmen, auch der Bereitstellung von Kapazitäten für Telekommunikations- und Multimediadiensten.
Am 27. Januar 2010 fiel der Satellit überraschend aus und es wurde zwischenzeitlich für Ersatz auf 16° Ost gesorgt. Die Abstrahlung auf 16° Ost übernahm EuroBird 16 (ehemals Atlantic Bird 4) sowie Eutelsat W2M, der nie für kommerzielle Dienste auf Grund eines Schadens in Betrieb genommen wurde, und auf 3,1° Ost ein Schattendasein führte. Zusätzlich wurde SESAT 1 von 36° Ost verschoben und ist der dritte Satellit auf 16° Ost. Sesat 1 wurde von Eutelsat W7 auf der angestammten Position 36° Ost abgelöst. Die Ersatzsatelliten sind ebenfalls nur sehr eingeschränkt in Betrieb. Sesat 1 ist am Ende seiner Lebensdauer angekommen, ebenso der 12 Jahre alte EuroBird 16. Der Satellit W2M wurde wegen eines Schadens nie in Betrieb genommen und übernimmt nun einige Aufgaben auf 16° Ost. Somit standen drei schwache Satelliten mit Mängel auf 16° Ost und kompensieren den Totalausfall des W2, da in dieser Zeit keine weitere Ersatzmöglichkeit vorhanden waren. Für den Empfang der altersschwachen Flotte auf 16° Ost waren Antennen mit mind. 80 cm Durchmesser notwendig. Eutelsat W2 wurde auf einen Friedhofsorbit verschoben.
Im Oktober 2011 wurden der Satellit W2M durch den W3C ersetzt. In Mitteleuropa kann man diesen Satelliten bereits ab 60 cm Durchmesser empfangen.
Am 29. Oktober 2010 musste Eutelsat einen schweren Verlust hinnehmen. Der neue Satellit mit der Bezeichnung W3B, der die altersschwachen Satelliten auf 16° Ost ersetzen sollte, ist durch einen Defekt verloren gegangen. Somit blieben weiterhin die bisherigen Satelliten in Betrieb. Ein neuer Satellit mit der Bezeichnung W3C der die alte Flotte ersetzt wurde im Oktober 2011 im All stationiert und in Betrieb genommen. Eutelsat W2 befindet sich seitdem in einem Friedhofsorbit.

## Empfang
Der Satellit konnte in Europa, dem Nahen Osten sowie Teilen Afrikas, Asiens und Russlands empfangen werden. Die Übertragung erfolgte im Ku-Band.